# История почты и почтовых марок Намибии
Намибия, ранее известная как Юго-Западная Африка и Германская Юго-Западная Африка, имеет долгую историю почтовой связи, начиная с 1814 года, когда почтовые курьеры доставляли сообщения между миссиями. Первые почтовые марки были напечатаны в период германской колонии. По состоянию на 2012 год оператором почтовой связи является компания NamPost, располагающая 135 почтовыми отделениями на территории страны.

## Доколониальный период
Первая почтовая связь в Намибии (тогда известной как Юго-Западная Африка) была учреждена в 1814 году с использованием посыльных, обеспечивавших сообщение между первыми миссиями в Вармбаде и Бетани, а затем и Китмансхупом и Гросс-Барменом. Эта служба посыльных была расширена в 1846 году, соединив миссии в Юго-Западной Африке с миссиями в Южной Африке. От простого почтового гонца к компании NamPost

## Германский колониальный период
Первое почтовое отделение Юго-Западной Африки было открыто в Очимбингве в 1888 году, другие почтовые отделения были открыты в Виндхуке (1891) и Свакопмунде (1895).

## Южноафриканский период
Южноафриканская армия захватила германскую колонию в 1914—1915 годах, и эта территория находилась под контролем ЮАР вплоть до обретения Намибией независимости в 1990 году.

## Независимая Намибия
Намибия эмитирует стандартные и памятные марки с момента обретения независимости в 1989 году. NamPost — компания, отвечающая за почтовую связь в Намибии. По состоянию на 2012 год она насчитывала 743 служащих в 135 почтовых отделениях и имела активов на 2,51 миллиона намибийских долларов. Генеральный директор NamPost — Фестус Хангула (Festus Hangula).
В 1989 году последними почтовыми марками Юго-Западной Африки стали 15 марок с изображением минералов и добычи полезных ископаемых. Незадолго до их выпуска в 1990 году территория обрела независимость под названием Намибия. Поскольку марки были новыми, большинство их рисунков было сохранено, изменилось только название (куприт был исключен, а виллемит добавлен для намибийского выпуска).
Ещё одна проблема заключалась в том, что на одной из марок с изображением болтвудита была допущена ошибка в химическом уравнении. Она была исправлена в намибийском выпуске.